# مايشكين
مايشكين (بالروسية: Мышкин) هي إحدى مدن روسيا في الكيان الفدرالي الروسي ياروسلافل أوبلاست.